# ミュンスターの人物一覧
本項は、ミュンスター出身の主な人物およびゆかりの人物の一覧である。

## 出身者

### 19世紀以前の生まれ
- ベルント・クニッパードリング（ドイツ語版、英語版）（1495年頃 - 1536年）ミュンスターの反乱の指導者
- ヨハン・ボックホルスト（1604年 - 1668年）バロックの画家
- マクシミリアン・フォン・ヴィンプフェン（1770年 - 1854年）オーストリアの元帥
- アントン・ベルンハルト・フュルステナウ（ドイツ語版、英語版）（1792年 - 1852年）フルート奏者、作曲家
- ヴィルヘルム・アハターマン（ドイツ語版、英語版）（1799年 - 1884年）彫刻家
- ベネディクト・ヴァルデック（ドイツ語版、英語版）（1802年 - 1870年）政治家、プロイセン国会議員
- ヴィルヘルム・エマヌエル・フォン・ケッテラー（ドイツ語版、英語版）（1811年 - 1877年）マインツ司教
- パウルス・メルヒャース（ドイツ語版、英語版）（1813年 - 1895年）ケルン大司教、オスナブリュック司教
- ヨーゼフ・ヴァイデマイヤー（ドイツ語版、英語版）（1818年 - 1866年）兵士、ジャーナリスト、雑誌編集者、マルクス革命家
- マックス・フォン・フォルケンベック（ドイツ語版、英語版）（1821年 - 1892年）政治ジャーナリスト、政治家
- ベルナルト・アルトゥム（ドイツ語版、英語版）（1824年 - 1900年）カトリック聖職者、動物学者、森林学者、鳥類学者
- フランツ・ヴュルナー（1832年 - 1902年）指揮者、作曲家
- エリーザベト・ナイ（ドイツ語版、英語版）（1833年 - 1907年）彫刻家
- ヘルマン・ランドワ（ドイツ語版、英語版）（1835年 - 1905年）動物学者
- ヨーゼフ・イェッシング（1836年 - 1899年）カトリックの聖職者、雑誌編集者
- フェリックス・フォン・ハルトマン（ドイツ語版、英語版）（1851年 - 1919年）ミュンスター司教、ケルン大司教
- フェルディナント・カルシュ（1853年 - 1936年）昆虫学者、性科学者
- クレメンス・フォン・ケッテラー（ドイツ語版、英語版）（1853年 - 1900年）外交官
- アントン・クヌーベル（1857年 - 1915年）自転車選手、発明家
- ユリウス・ハルト（ドイツ語版、英語版）（1859年 - 1903年）詩人、文芸評論家
- マリア・ドロステ・ツー・ヴィシェリング（ドイツ語版、英語版）（1863年 - 1899年）修道女
- カール・シューマン（1869年 - 1946年）スポーツ選手。1896年のアテネオリンピックでレスリングと体操競技で金メダルを獲得した
- ベルンハルト・パンコク（1872年 - 1943s年）画家、グラフィックデザイナー、建築家、デザイナー
- ベルナルト・クヌーベル（ドイツ語版、英語版）（1872年 - 1957年）自転車競技選手
- アウグスト・シュトラム（ドイツ語版、英語版）（1874年 - 1915年）詩人、表現主義の劇作家
- ベルンハルト・ブレーカー（ドイツ語版、英語版）（1881年 - 1968年）彫刻家
- アルトゥール・ヴィーフェリヒ（ドイツ語版、英語版）（1884年 - 1954年）数学者
- ハインリヒ・ブリューニング（1885年 - 1970年）ドイツ国首相
- フリードリヒ＝カール・ラーベ・フォン・パッペンハイム（1894年 - 1977年）軍人

### 20世紀生まれ
- エーリヒ・ボルフマイヤー（1905年 - 2000年）陸上競技選手、1932年ロサンゼルスオリンピック銀メダリスト
- クルト・ゲルシュタイン（1905年 - 1945年）ナチス武装親衛隊中尉。ホロコーストに関するゲルシュタイン報告で知られる。
- グンター・プラウト（ドイツ語版、英語版）（1912年 - 2012年）ラビ、作家
- アルフレート・ドレッガー（ドイツ語版、英語版）（1920年 - 2002年）政治家
- フェリックス・ゲルリッツェン（ドイツ語版、英語版）（1927年 - 2007年）サッカー選手
- フリードリヒ・オスターマン（ドイツ語版、英語版）（1932年 - ）ミュスター司教区の補佐司教
- ライナー・クリムケ（1936年 - 1999年）馬術競技選手
- バルバラ・クレム（ドイツ語版、英語版）（1939年 - ）写真家
- イルムガルト・シュヴェッツァー（1942年 - ）政治家
- ハラルト・ノルポト（1942年 - ）陸上競技選手。1964年東京オリンピック銀メダリスト
- エルヴィン・コステデ（1946年 - ）サッカー選手
- ベルント＝ウルリヒ・ヘルゲメラー（1950年 - ）歴史家
- クリストフ・ポッペン（1956年 - ）ヴァイオリン奏者
- ギュンター・ヤウフ（ドイツ語版、英語版）（1956年 - ）司会者、エンターテイナー、ジャーナリスト、プロデューサー
- ゲッツ・アルスマン（1957年 - ）ミュージシャン、司会者、エンターテイナー
- ラルフ・ツムディック（ドイツ語版、英語版）（1958年 - ）サッカー選手
- ディーター・ギープケン（ドイツ語版、英語版）（1959年 - ）自転車競技選手
- ウテ・レンパー（1963年 - ）ミュージカル歌手、シャンソン歌手、オペラ歌手
- ヴェストバム（ドイツ語版、英語版）（1965年 - ）DJ、ミュージシャン、レコードレーベルオーナー
- シュテファン・ドール（1965年 - ）ホルン奏者
- ネレ・ノイハウス（1967年 - ）推理作家
- マルリース・バナハ（ドイツ語版、英語版）（1967年 - 1991年）サッカー選手
- イングリート・クリムケ（ドイツ語版、英語版）（1968年 - ）馬術競技選手
- タニタ・ティカラム（ドイツ語版、英語版）（1969年 - ）ミュージシャン
- Dr.リング＝ディング（ドイツ語版、英語版）（1970年 - ）ミュージシャン（スカ、レゲエ、ダンスミュージック）
- ペーター・ヘルツェンバイン（ドイツ語版、英語版）（1971年 - ）ボート競技選手
- フランカ・ポテンテ（1974年 - ）女優
- カトリーン・ブリングマン（ドイツ語版、英語版）（1977年 - ）数学者
- ファビアン・ヴェークマン（1980年 - ）自転車競技選手
- アリッサ・ユング（ドイツ語版、英語版）（1981年 - ）女優
- ユリウス・ブリンク（ドイツ語版、英語版）（1982年 - ）ビーチバレー選手
- リーヌス・ゲルデマン（1982年 - ）自転車競技選手
- クララ・ヴォルテリング（ドイツ語版、英語版）（1983年 - ）ハンドボール選手
- クリスティアン・パンダー（1983年 - ）サッカー選手

## ゆかりの人物

### 19世紀以前の生まれ
- 聖ルドガー（ドイツ語版、英語版）（742年頃 - 809年）初代ミュンスター司教、聖人
- フランツ・フォン・ヴァルデック（ドイツ語版、英語版）（1491年 - 1553年）ミュンスター司教、オスナブリュック司教、ミュンスターの反乱時に再洗礼派の主要な標的となった人物
- ヤン・ファン・ライデン（1509年 - 1536年）ミュンスターの反乱の指導者
- クリストフ・ベルンハルト・フォン・ガレン（ドイツ語版、英語版）（1606年 - 1678年）ミュンスターの司教領主
- ニコラウス・ステノ（1638年 - 1686年）ミュンスターの補佐司教
- ヨハン・コンラート・シュラウン（ドイツ語版、英語版）（1695年 - 1773年）バロックの建築家
- フランツ・フォン・フュルステンベルク（ドイツ語版、英語版）（1729年 - 1810年）ミュンスター司教領の宰相、行政・社会改革家
- ヨハン・ゲオルク・ハーマン（1730年 - 1788年）哲学者、文学者。1787年にミュンスターに招聘され、この地で亡くなった。
- ゲプハルト・レベレヒト・フォン・ブリュッヘル（1742年 - 1819年）プロイセンの軍人。1802年から1806年までヴェストファーレン州の軍責任者としてミュンスターに滞在した。
- アマリー・フォン・ガリッツィン（ドイツ語版、英語版）（1748年 - 1806年）ミュンスター侯妃
- フリードリヒ・レオポルト・ツー・シュトルベルク＝シュトルベルク（ドイツ語版、英語版）（1750年 - 1819年）
- ハインリヒ・フリードリヒ・フォン・シュタイン（1757年 - 1831年）プロイセンの政治家
- クレメンス・アウグスト・フォン・ドロステ＝フィシェリング（1773年 - 1845年）ミュンスター司教区の補佐司教、ケルン大司教
- アネッテ・フォン・ドロステ＝ヒュルスホフ（1797年 - 1848年）詩人
- ヨドークス・テンメ（ドイツ語版、英語版）（1798年 - 1881年）政治家、弁護士、著述家
- アルベルト・ロルツィング（1801年 - 1851年）作曲家。1826年から1833年までミュンスターに住んで活動を行った。
- ヴィルヘルム・ヒットルフ（1824年 - 1914年）物理学者、化学者。ミュンスター大学教授を務めた
- オットー・モーダーゾーン（1865年 - 1943年）画家
- ヘルマン・レンス（ドイツ語版、英語版）（1866年 - 1914年）ジャーナリスト、著述家。1884年から1887年および1889年から1891年までミュンスターに住んだ。
- クレメンス・アウグスト・グラーフ・フォン・ガーレン（1878年 - 1946年）ミュンスター司教時代T4作戦に抗議する説教を行った。
- ヨハン・パウル・クレーマー（ドイツ語版、英語版）（1883年 - 1965年）解剖学者、外科医、アウシュヴィッツ＝ビルケナウ強制収容所の医師。ミュンスターで亡くなった。
- カール・バルト（1886年 - 1968年）神学者。ミュンスター大学の教授を務めた。
- エーディト・シュタイン（1891年 - 1942年）哲学者、修道女、聖人。
- マルティン・ニーメラー（1892年 - 1984年）神学者、反ナチ運動家
- ハインリヒ・ベーンケ（1898年 - 1979年）数学者。ミュンスター大学の教員を務めた。

### 20世紀生まれ
- カール・ラーナー（1904年 - 1984年）司祭、神学者。ミュンスター大学教授。
- ヨーゼフ・ピーパー（ドイツ語版、英語版）（1904年 - 1997年）哲学者。1950年から1976年までミュンスター大学で教鞭を執った。
- オイティーミア・ユッフィング（ドイツ語版、英語版）（1914年 - 1955年）福者
- クルト・アーラント（ドイツ語版、英語版）（1915年 - 1994年）神学者。1958年からミュンスターに住み、この街で亡くなった。
- ムーンドッグ（1916年 - 1999年）作曲家、音楽家、詩人。ミュンスターで亡くなった。
- ハラルト・ダイルマン（ドイツ語版、英語版）（1920年 - 2008年）建築家、作家。1938年にミュンスターでアビトゥーアを取得した。
- ルート・ロイヴェリク（1924年 - 2016年）女優。1944年にミュンスターで女優活動を始めた。
- ベネディクト16世（1927年 - ）ローマ教皇（2005年 - 2013年）。1963年から1966年までミュンスター大学の教授を務めた。
- ペーター・シャモニ（ドイツ語版、英語版）（1934年 - 2011年）映画監督、プロデューサー。1955年からミュンスターに住んだ。
- ウルリヒ・シャモニ（ドイツ語版、英語版）（1939年 - 1998年）映画監督、脚本家、俳優、メディア企業家
- ベルンハルト・シュリンク（1944年 - ）小説家、法学者。1987年からノルトライン＝ヴェストファーレン州憲法裁判所判事を務めた。
- ゲオルク・ミルブラット（ドイツ語版、英語版）（1945年 - ）政治家、ザクセン州首相、経済学者。1983年から1990年までミュンスター市の財政責任者を務めた。
- ユルゲン・メレマン（1945年 - 2003年）政治家。連邦教育科学大臣、連邦経済大臣、連邦副首相。1944年からミュンスターに住んだ。
- フランツ＝ヨーゼフ・ケンパー（ドイツ語版、英語版）（1945年 - ）陸上競技選手。プロイセン・ミュンスターでキャリアを開始した。
- ウード・リンデンベルク（ドイツ語版、英語版）（1946年 - ）ロックミュージシャン。1964年 - 1968年ミュンスターで学び、キャリアを開始した。
- ローラント・カイザー（ドイツ語版、英語版）（1952年 - ）シンガーソングライター。1993年からミュンスターに住んでいる。
- トーマス・デメジエール（1954年 - ）政治家。連邦内務大臣、国防大臣、連邦首相府長官。1986年にミュンスターで学位を取得した。
- マリアン・ゴルト（ドイツ語版、英語版）（1954年 - ）ミュージシャン。1983年にミュンスターでバンド「アルファヴィル」を結成した。
- ゲルト・ファルティングス（1954年 - ）数学者。フィールズ賞受賞者。1972年から1978年までミュンスター大学に在籍した。
- ヴィルム・ヴェッペルマン（1957年 - ）写真家、コンセプチュアル・アーティスト、作家。1970年代末からミュンスターに住む。
- ハワード・ドナルド（1968年 - ）イギリスの歌手。1990年に創設されたボーイ・バンド「テイク・ザット」のメンバー。ミュンスター在住。
- イェンス・レーマン（1969年 - ）サッカー選手。ミュンスター大学で学んだ。
- ロベルト・ニッポルト（1977年 - ）グラフィックデザイナー、イラストレーター。ミュンスターに住み、活動している。
- クリストフ・メッツェルダー（1980年 - ）サッカー選手